# Сити
Ло́ндонский Си́ти (англ. City of London) — административно-территориальное образование со статусом «сити», церемониальное графство в центре региона Большой Лондон, историческое ядро Лондона, сформировавшееся на основе древнеримского города Лондиниум (Londinium).
Площадь в границах Лондонской стены римского происхождения — 2,9 км², отсюда происходит прозвище «квадратная миля» (англ. Square mile). К востоку от Сити простирается «пролетарский» Лондон — Ист-Энд, а к западу — более респектабельный Вест-Энд. Девиз Сити — Domine dirige nos («Направляй нас, Господи»).
Имеет права церемониального графства и городского района с особыми историческими привилегиями: у Сити есть собственная полиция, монарх может въехать на территорию Сити только с разрешения лорд-мэра. Сити с 1695 года наделён правами отдельного города, и у него есть своё правительство (12 управляющих).
Сити является крупным деловым и финансовым центром, наряду с Нью-Йорком он считается мировым финансовым центром; на протяжении XIX века Сити был главным бизнес-центром в мире и продолжает оставаться одной из столиц мирового бизнеса и по сей день. Лондон возглавляет рейтинг мировых финансовых центров, опубликованный в 2008 году.
Постоянно в Сити проживает 8706 человек (данные 2018 года), и примерно 316 700 человек работают в нём, в основном в сфере финансовых услуг. Представители юридических отраслей работают в основном с северной и западной стороны Сити — особенно в Темпл и Ченсери-Лэйн, где находятся Судебные инны. Страховые компании занимают восточную часть Сити.

## История

### Лондиниум
Считается, что Лондиниум был основан как торговый порт около 47 года н. э. Новое поселение и порт находились в долине реки Уолбрук. Примерно в 60 или 61 году Лондиниум разрушили ицены во главе с королевой Боудиккой. Однако Лондиниум был быстро восстановлен. Новый город стал процветающим и начал быстро расти, так что к концу I века он стал самым крупным населённым пунктом римской Британии, а уже к началу II века, сменив Камулодун, стал её столицей.
В период развития Римского города в нём жило 45 000—60 000 человек. Между 190 и 225 годом римляне построили Лондонскую стену. Границы современного Сити во многом определяются старыми римскими границами, хотя Лондиниум не простирался западнее ворот Ludgate и реки Флит, тем более что Темза была шире в то время, и поэтому береговая граница римского города находилась севернее, чем современная. Мост через реку построили около 50 года н. э. Он находился рядом с современным Лондонским мостом.
Ко времени строительства римской стены Лондон переживал упадок. Большие повреждения ему нанесли пожары и эпидемии чумы. В Римской империи начался долгий период нестабильности и разрушений, в самой Британии против римской власти восстал Караузий. В III и IV веке Лондон часто подвергался нападениям пиктов, скоттов и саксов. В 410 году н. э. римляне покинули Британию. Многие римские общественные здания в Лондиниуме уже к тому времени находились в упадке и мало использовались, а после этого, вероятно, оказались заброшенными. Центр жизни и торговли переместился к западу от Лондиниума в Люнденвик.

### Англосаксонский период

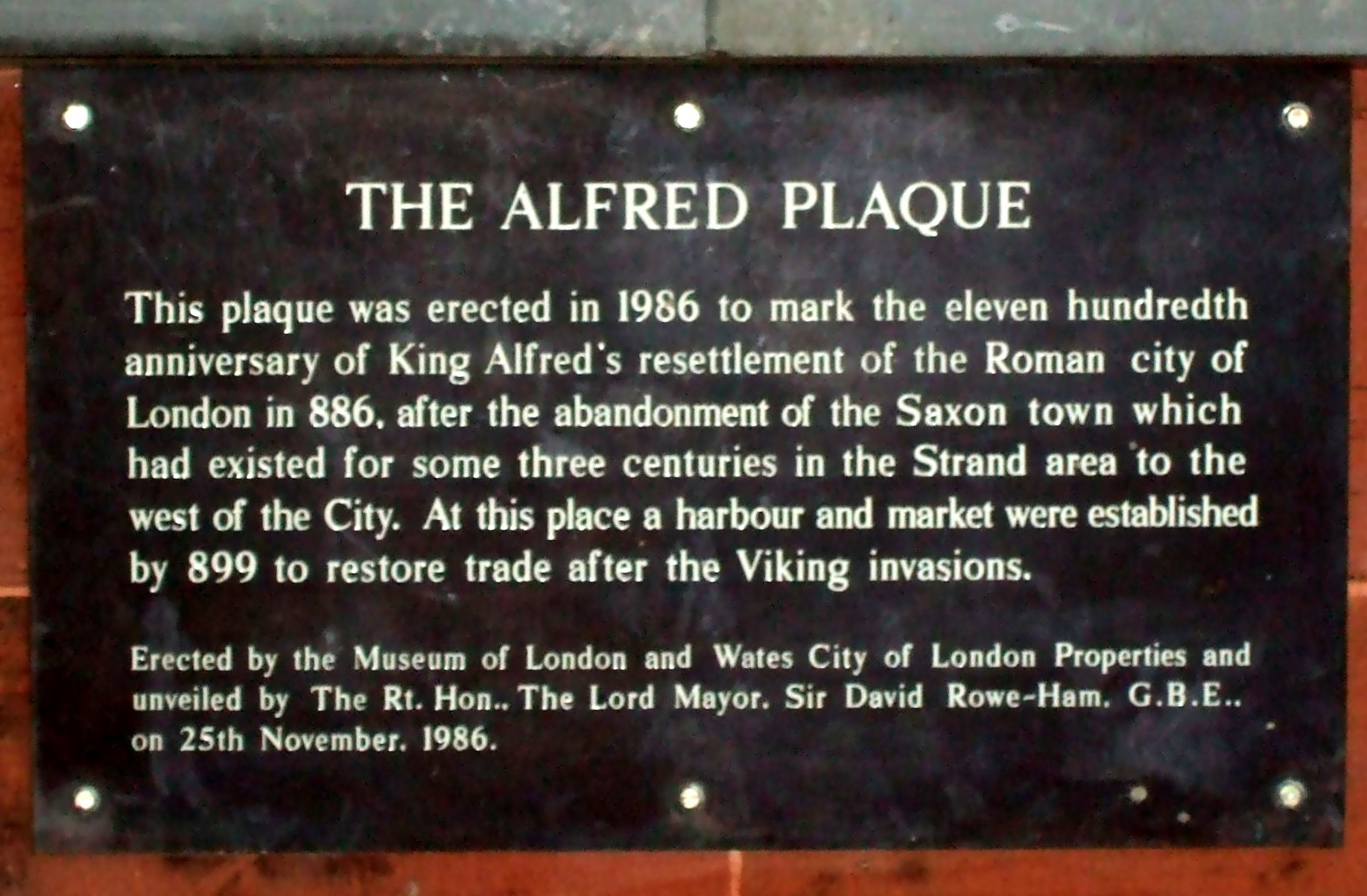
Табличка в честь восстановления Лондонского Сити англосаксами.

Альфред Великий, король Уэссекса и первый король 'англичан', занял и начал заселять территорию внутри римских стен. В 886 году он назначил своего вассала короля Мерсии Этельреда II властвовать над ним. Жители переселялись из англосаксонского поселения Люнденбург («Лондонский порт») в пределы римских стен. «Реконструкция» при Альфреде включала в себя восстановление римских крепостей, строительство набережной вдоль Темзы и прокладку новых улиц.
В X веке Этельстан разрешил существование в Лондоне восьми королевским монетным дворам, тогда как в городе Уинчестер, столице Англии, их было всего шесть, что говорит о том. что Лондон имел большое значение. Лондонский мост, который пришёл в упадок и развалился после ухода римлян, был перестроен саксами, но периодически разрушался во время набегов викингов.

### Высокое средневековье и начало Нового времени

Карта Лондона в 1300 году.

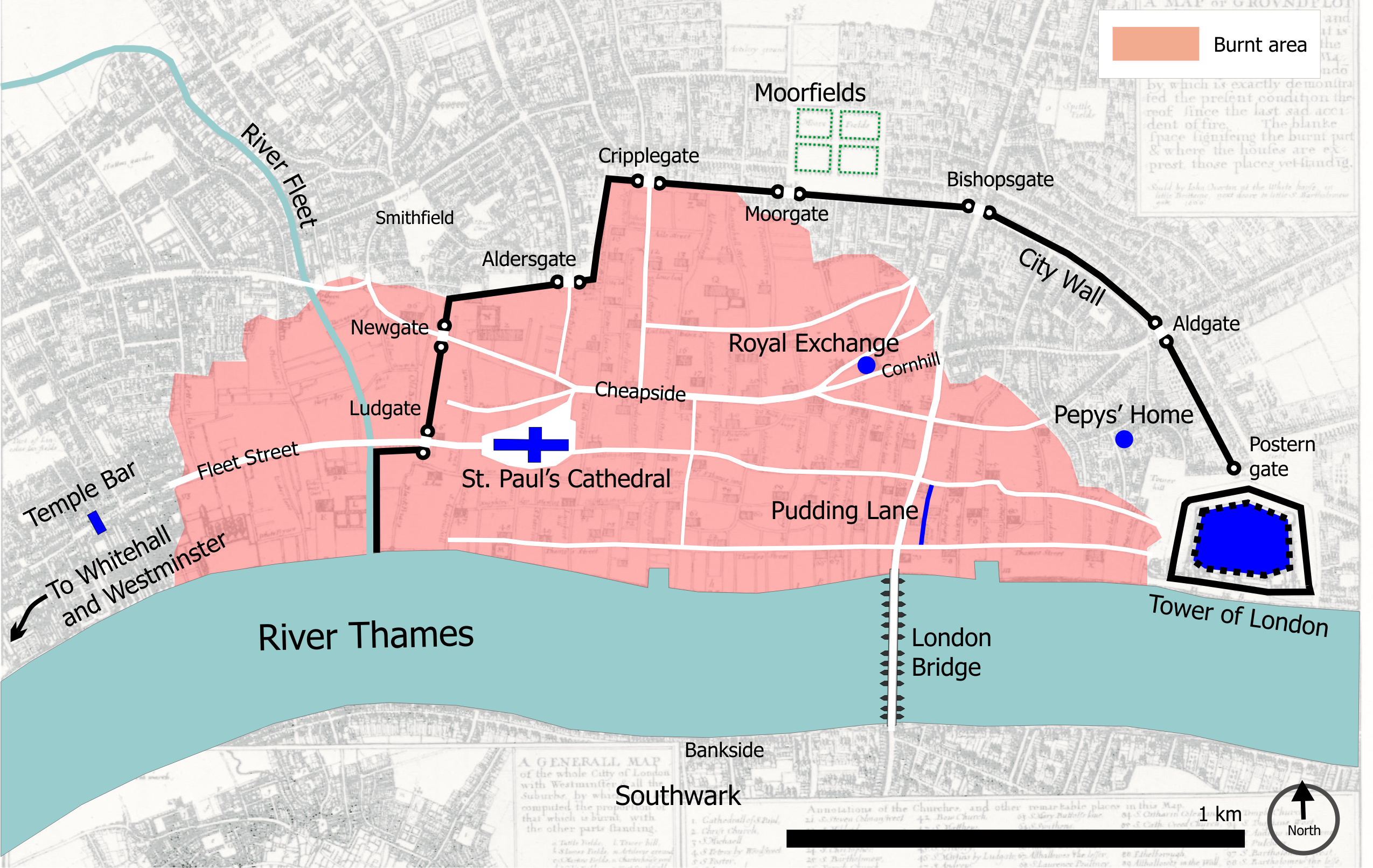
Карта, показывающая территорию распространения великого лондонского пожара.

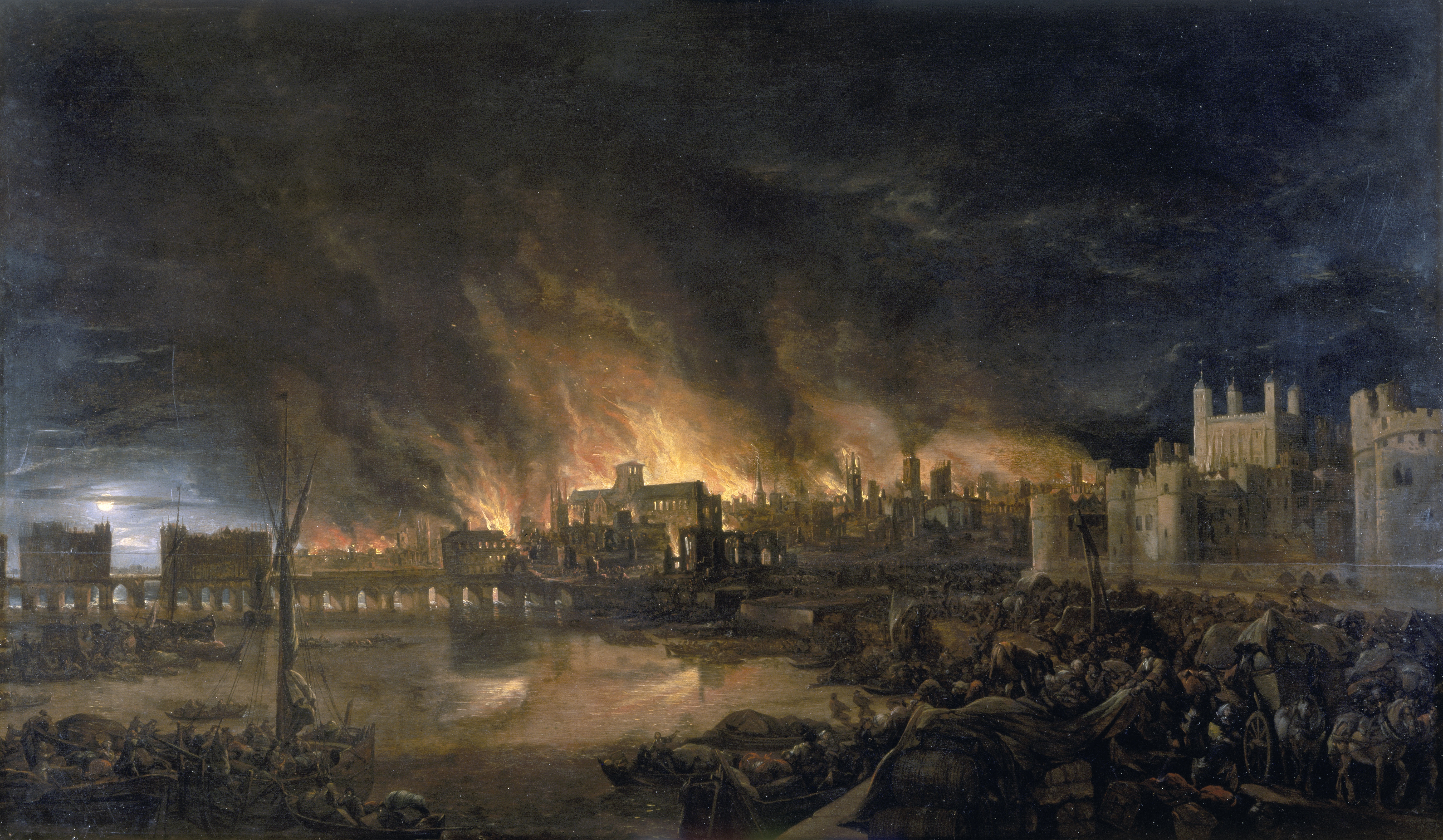
В 1666 году пожар уничтожил 80 % города.

После битвы при Гастингсе, Вильгельм I Завоеватель двинулся на Лондон со стороны Саутуарка, но ему не удалось ни захватить Лондонский мост, ни сломить дух лондонцев. В конце концов он переправился через Темзу в Валлингворде и разграбил окрестные земли. Не желая продолжать войну, Эдгар Этелинг, Эдвин из Мерсии и Моркар Нортумбрийский сдались Вильгельму в Беркхэмстэде. В 1075 году Вильгельм издал специальный устав для жителей Лондона; Лондонское Сити оставалось городом, не до конца подчинявшимся новой власти. Территория Сити не учтена в книге страшного суда.
В 1130 году Генрих I ввёл должность шерифа, контролирующего жителей Лондона вместе с графством Мидлсекс. Это не значило, что Сити попадает в зависимость от графства, но только то, что две эти единицы административно рассматривались как одна — до принятия в 1888 году закона о местном самоуправлении. С 1141 граждане Сити составляют единое сообщество. Эта «коммуна» превратилась в лондонскую городскую корпорацию. Граждане получили право избирать мэра с согласия короля в 1189 году — и самостоятельно в 1215 году.
Сити всё также делится на 25 старых административных районов, каждая из которых управлялась олдерменом. Тинг также формально проводился. Многие из средневековых традиций продолжают существовать и по сей день, демонстрируют уникальность Сити и его корпорации.
Несколько раз город подвергся ужасным пожарам, одни из худших случились в 1123 году и снова в 1666 году, когда произошёл Великий лондонский пожар. После пожара 1666 года было составлено несколько планов по перепланировке улиц города и перестройки его в стиле ренессанс с площадями и бульварами. Эти планы не были приведены в жизнь, и средневековая планировка города сохранилась почти в первоначальном виде.
К концу XVI-го века Лондон стал крупным центром банковского дела, международной торговли и коммерции. В 1565 году сэр Томас Грешем основал Королевскую биржу, ставшую центром торговли для лондонских дельцов и получившую королевское покровительство в 1571 году. Хотя она утратила своё первоначальное значение, но и в наше время пересечение Корнхилл и Треднидл продолжает считаться географическим центром банковских и финансовых услуг в Сити, наряду с Банком Англии, который с 1734 года находится напротив биржи.

### Рост Лондона

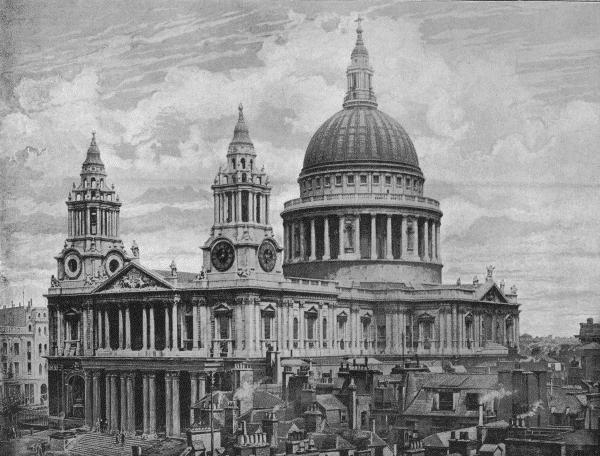
Собор Святого Павла в 1896 году.

XVIII век был периодом быстрого роста Лондона, отражающего увеличение численности населения, ранние ростки промышленной революции и роль Лондона, как столицы Британской империи. Городские районы расширялись за пределы Сити, особенно в Вест-Энд и Вестминстер.
В 1708 году в день рождения Кристофера Рена завершилась постройка его шедевра, собора Святого Павла. Однако первая служба в соборе прошла 2 декабря 1697 года, более чем за 10 лет до окончания постройки. Это строение заменило оригинальный собор Св. Павла, уничтоженный во время великого пожара 1666 г. Он считается одним из лучших примеров архитектуры барокко Великобритании.
В XIX веке расширение Лондона продолжилось. В восточном лондонском порту весь век строились доки, необходимые городу, так как старый порт уже не мог справиться с объёмом торговли. Появление железных дорог и метро увеличило возможности Лондона к расширению. К середине XIX-го века Сити стал лишь небольшой частью растущего мегаполиса.

### XX век
В 1894 году была безуспешно принята попытка объединить Сити и окружающее его графство Лондон. Лондонский Сити выжил и существует по сей день, несмотря на рост Лондона и многочисленные реформы местного управления. Что касается представительства в парламенте, то жители Сити избирали четырёх членов нереформированной палаты общин даже после принятия закона о выборах 1832 года и на протяжении XX века. Сегодня Сити входит в один избирательный округ с Вестминстером и члены парламента выбираются совместно.
Население Лондона упало в XIX веке и продолжало уменьшаться в XX из-за того, что люди переезжали из Лондона в пригороды и многие дома сносились для постройки современных офисных зданий. Крупнейшая жилая часть Сити — Барбикан — построена между 1965 и 1976 годами. Там живёт основная часть населения Сити.
Сити, как и многие другие районы Лондона и других британских городов, подвергся крупномасштабным и весьма разрушительным воздушным бомбардировкам во время второй мировой войны. Сейчас это известно как лондонский блиц. Собор Святого Павла остался целым, но многие части Сити оказались разрушенными. Особенно тяжёлые рейды в конце декабря 1940 года привели к огненному смерчу, получившему название «второго великого лондонского пожара». Первое десятилетие после войны было посвящено восстановлению Сити. В некоторых районах (например в Барбикан) резко изменился городской ландшафт. Вместо разрушенных исторических зданий строились крупномасштабные, современные офисы. Однако, в части Сити, не сильно пострадавшей от бомбардировок сохранилось множество исторических построек. Уличная планировка, во многом сохранившая средневековый характер, изменилась ненамного, хотя определённо присутствуют послевоенные модернистские изменения, внесённые, например, в Патерностер-сквэр.
В 1970-х развернулось строительство высоких офисных зданий, к примеру 183-метровая, 47-этажная Башня-42, первый небоскрёб в Великобритании. Строительство офисных помещений развивается в центральных, северных и восточных частях Сити, где находятся такие здания, как Небоскрёб Мэри-Экс и Heron Tower.

## Герб, девиз и флаг
Основная статья: Герб Сити (Лондон)

Флаг Сити

Герб Сити

Корпорация лондонского Сити имеет полный герб, состоящий из щита, на котором располагаются полосы, нашлемника, щитодержателей в виде драконов с каждой стороны и девиза, располагаемого под щитом.
Герб Сити появился в «незапамятные времена» в геральдической палате. Он уже использовался в 1381 году, так как стал частью нового оформления мэрии, установленного 17 апреля того года. Этот герб представлял собой белый щит с красным крестом и прямым красным мечом в первой четверти. Оформление сочетало в себе символы двух святых покровителей Лондона и Англии: крест святого Георгия и меч — символ мученичества святого Павла. Герб 1381 года заменил более ранний, найденный в уставе 1319 года, на котором изображался св. Павел, держащий меч. Существует ошибочное мнение о том, что меч может быть символом убийства лордом-мэром Лондона Уильямом Уолвортом предводителя крестьянского восстания Уота Тайлера. Однако герб был введён ещё за несколько месяцев до этого события, и меч не может отождествляться с кинжалом Уолворта.
Нашлемники и щитодержатели появились в XVII веке, но до 30 апреля 1957 года использовались неофициально, пока не были подтверждены геральдической палатой.
Нашлемник представляет собой корону, из которой выходит драконье крыло, несущее крест св. Георгия. Оно обозначает власть пэров королевства. Первый вариант нашлемника появился в 1539 году на новой печати властей. Он представлял собой некий странный объект с крестом. Со временем он превратился в драконье крыло, и именно в таком виде в 1633 году изображался на гербе на фронтисписе четвёртого издания книги Джона Стоу Обзор Лондона. Официально использование нашлемника подтвердили в 1957 году. Однако существуют более ранние гербы, на которых уже представлен нашлемник, относящиеся ко времени Стюартов или григорианскому периоду.
На печати 1381 года щит поддерживают два льва. Но к 1609 году это уже два настоящих щитодержателя, два белых дракона с красными крестами на крыльях. Вероятно, драконы появились под влиянием легенды о св. Георгии и драконе.
Девиз Сити написан на латыни и звучит как «Domine dirige nos», что можно перевести как «Господи, направляй нас». Он был принят в XVII веке, а самые ранние его упоминания датируют 1633 годом.
Рисунок щита также является рисунком флага.

## Правительство

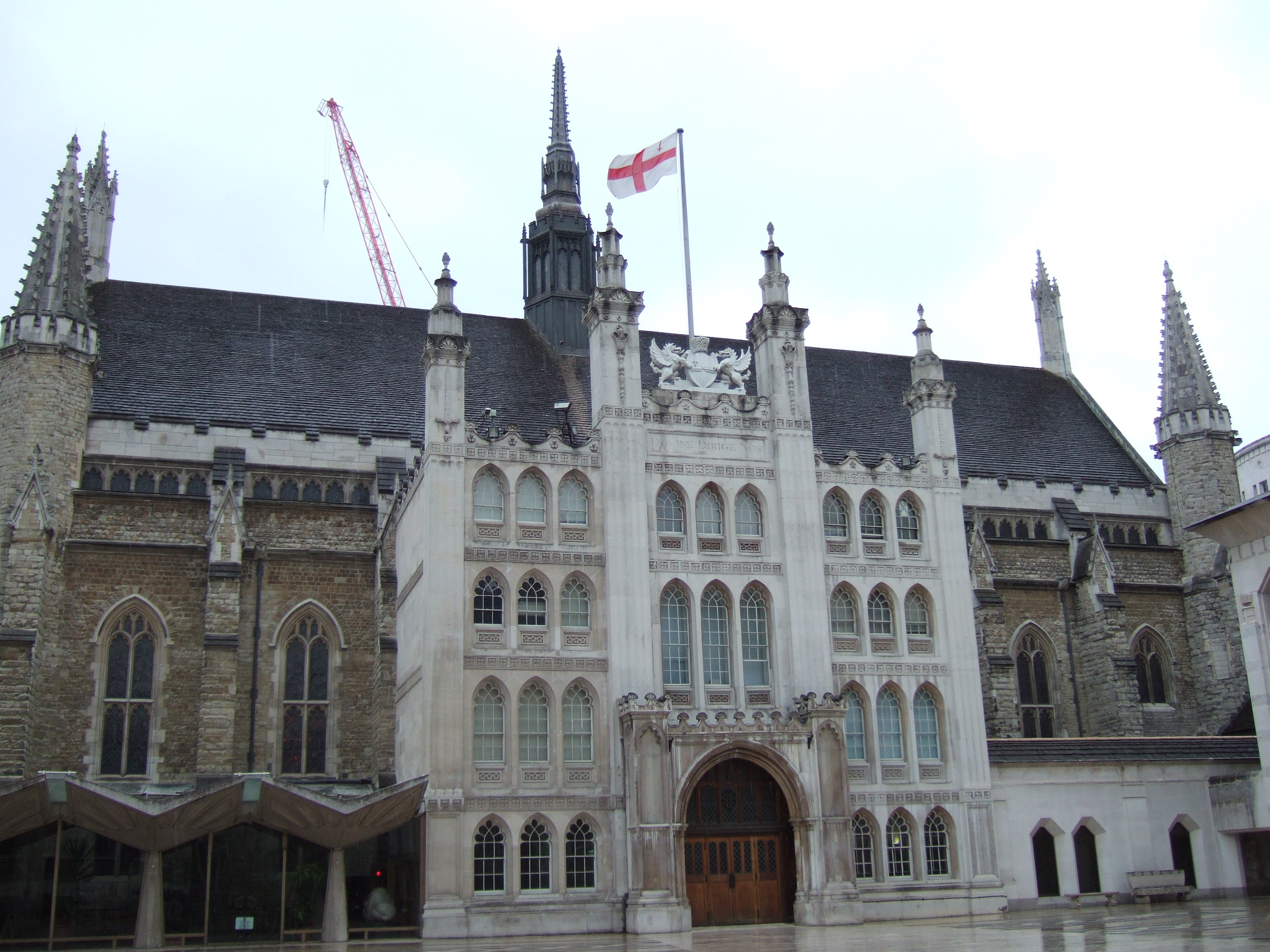
Гилдхолл — церемониальный и административный центр Сити.

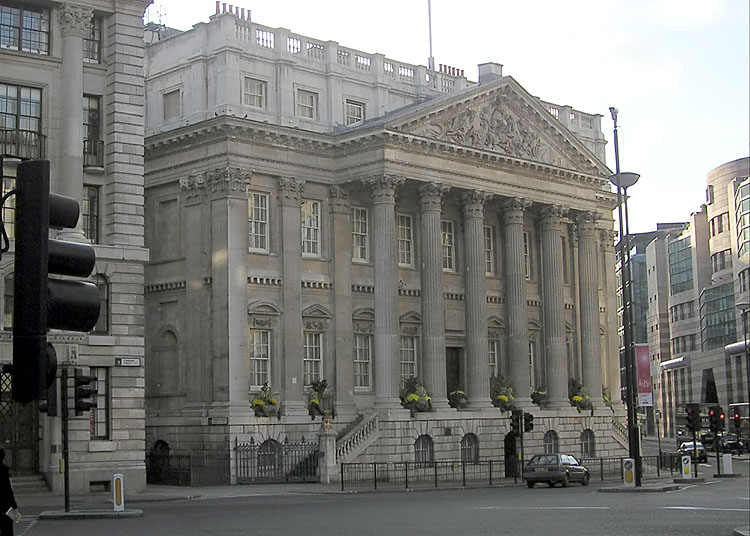
Мэншн-хаус — официальная резиденция лорда-мэра.

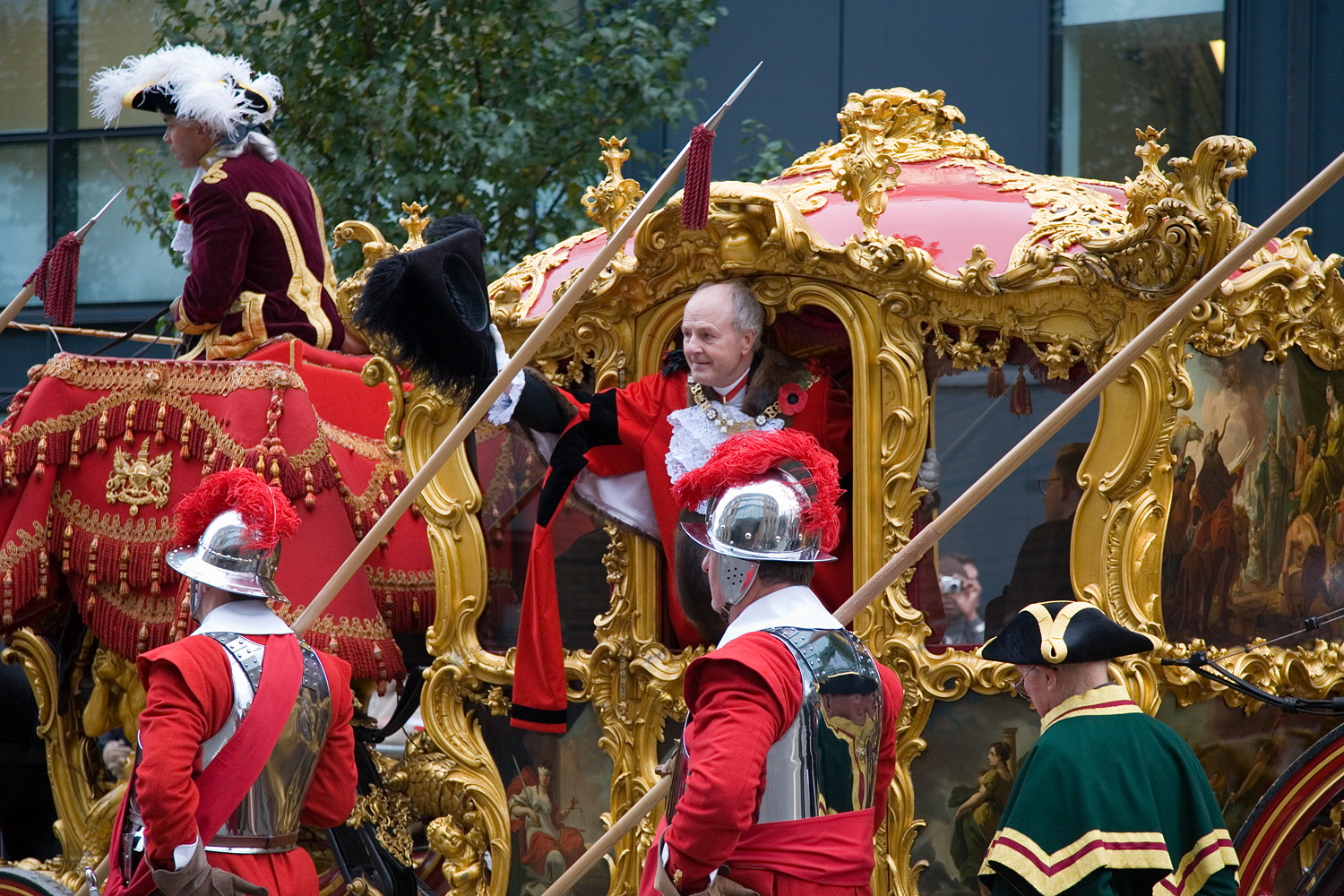
Лорд-мэр лондонского Сити Джон Стюттард на параде в честь лорда-мэра в 2006 году.

Лондонский Сити имеет уникальный политический статус, прослеживающийся со времён англосаксов и отражающий его особые отношения с короной. Исторически система управления Сити не является чем-то необычным, но её не изменил закон о муниципальной реформе 1835 года и ненамного поменяли более поздние реформы.
Он управляется Муниципальной корпорацией лондонского Сити, возглавляемой лорд-мэром Лондона (не нужно путать с недавно созданной должностью мэра Лондона), который считается главой Сити и представляет интересы жителей за его пределами. В отличие от других современных английских органов местного самоуправления корпорация делится на два совета: на (в основном церемониальный) совет Олдерменов и городской совет. Совет олдерменов избирается от районов, от каждого района (независимо от размера) избирается Олдермен.
Сити — церемониальное графство, хотя вместо лорда-наместника в нём существует комиссия наместника, возглавляемая лордом-мэром. В Сити также есть два шерифа.
Лорда-мэра, шерифов и некоторых других должностных лиц избирает особый избирательный орган — Общий зал. В него входят старейшие члены так называемых ливрейных компаний (наследники средневековых профессиональных цехов).

### Административные округа
Сити состоит из 25 округов, современные границы которых установлены в 2003 году, хотя их количество и названия остались прежними. Это остатки старой государственной системы, позволяющей маленьким районам существовать отдельно в рамках более большого города. Они существуют по отдельности в избирательных и политических вопросах, а также как церемониальные, географические и административные подразделения. Каждый округ имеет олдермена, который ранее избирался пожизненно, а сейчас должен переизбираться каждые 6 лет. Округа всё также имеют Бидлов. Эта старая должность в наше время носит скорее церемониальный характер, а функции управления в основном несёт на себе Уордмоут, ежегодные собрания избирателей, представителей и официальных лиц (собрания происходят в каждом округе по отдельности).
Деление на округа очень старый обычай, и их число менялось только 3 раза: в 1394 году Фаррингдон разделили на Фаррингдон Внешний и Фаррингдон Внутренний; в 1550 году кроме Бриджа внутреннего был создан Бридж внешний; и в 1978 году эти два округа слились в единый Бридж.
В наше время каждая палата выбирает Олдермена в совет олдерменов и людей в общий совет корпорации. Число людей, которое округ посылает в совет Сити (от 2 до 10), зависит от его размера (не географического, а числа людей, имеющих право голоса).

### Выборы
В Сити существует уникальная избирательная система. Большая часть избирателей — бизнесмены, а также компании, расположенные в Сити. В различных избирательных округах, сложившихся ещё в средневековье, голосуют неравные количества людей. В выборах участвуют как работающие в Сити бизнесмены, так и проживающие на его территории.
Основной причиной голосования не проживающих в Сити людей является то, что в дневное время население Сити составляет около 330 000 человек, которые и пользуются наибольшим количеством предоставляемых услуг, в противовес постоянно проживающим там 7000. Тем не менее, система выборов долгое время являлась предметом споров. Голосование по принципу работающих было отменено на всех остальных великобританских выборах в органы местного управления в 1969 году.
В 2002 году акт парламента реформировал систему голосования для избрания членов муниципальной корпорации лондонского Сити. Согласно новой системе, число не проживающих избирателей возросло с 16000 до 32000. Ранее бесправные фирмы получили право не только голосования, но и выдвижения своих кандидатур на выборы.
Компании численностью менее 10 сотрудников могут выдвинуть 1 человека; от 10 до 50 могут выдвинуть одного кандидата от каждых 5 сотрудников; а те, где работают более 50 человек могут выдвинуть 10 кандидатур и ещё по дополнительной от каждых 50 человек.
Такая форма голосования давно отменена в других частях Великобритании. Её противники утверждают, что она является причиной институциональной инерции.

### Обязанности Корпорации

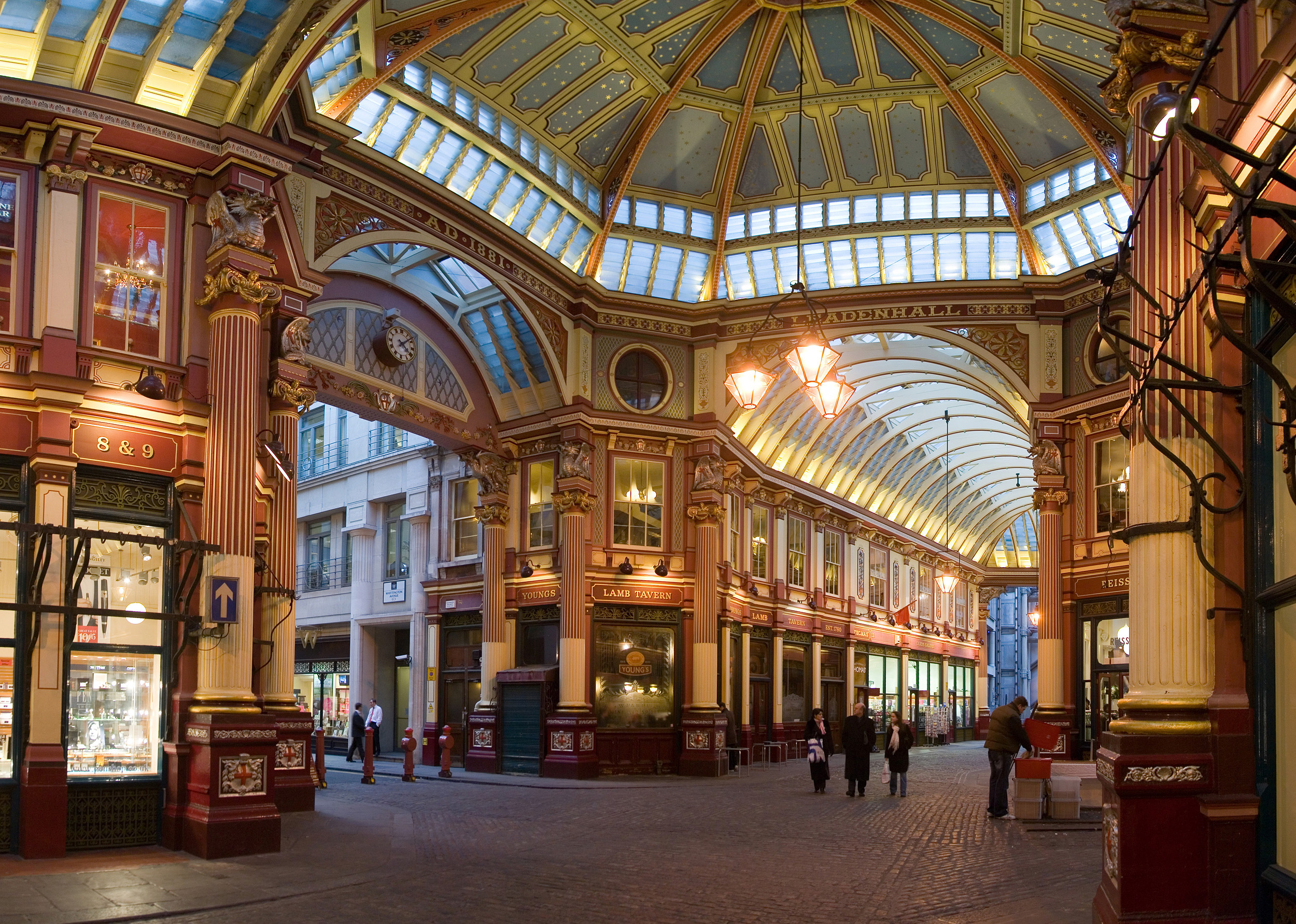
Лиденхолльский рынок — исторический рынок на Грейсчерч-стрит.

Корпорация владеет двумя магазинами в пределах Сити — Смизфилд-маркетом и Ледэнхолл-маркетом. Корпорация владеет рядом мест за пределами Сити, включая различные парки и леса в окрестностях Большого Лондона, а также большей частью Эппинг-фореста, Хэмпстед-Хита и множеством публичных мест в Северной Ирландии, даже Почётным ирландским обществом. Она также владеет Старым Спитафилдским рынком и Биллинсгейтским рыбным рынком, которые находятся в соседнем с Сити лондонским боро, Тауэр-Хэмлетс. Корпорация также является владельцем и спонсором Олд-Бейли, центрального криминального суда Англии и Уэльса.
В Сити есть своя собственная независимая полиция, Полиция Лондонского Сити. Весь остальной Большой Лондон охраняет городская полиция, базирующаяся в новом Скотланд-Ярде. В Сити находится одна больница — Госпиталь Святого Варфоломея, известный также как Бартс. Госпиталь открыт в 1123 году.

## География
Лондонский Сити — самое маленькое по популяции и площади английское церемониальное графство и четвёртое по густонаселённости. Из 326 английских дистриктов он второй наименьший по популяции после Силли и наименьший по площади. Лондонский Сити также второй наименьший по популяции британский сити после Сент-Дейвидса в Уэльсе.
Высота изменяется от уровня моря на берегу Темзы до 21,6 метра на перекрёстке Хай-Холборн и Ченсери-Лэйн. В историческом центре находятся 2 небольших, но заметных холма: Людгейтхилл на западе и Корнхилл на востоке; между ними протекает Уолбрук, одна из многих подземных рек Лондона — в Сити есть ещё одна такая — Флит.

### Границы

Границы Лондонского Сити. Границы, имевшиеся до 1994 года, указаны красным.

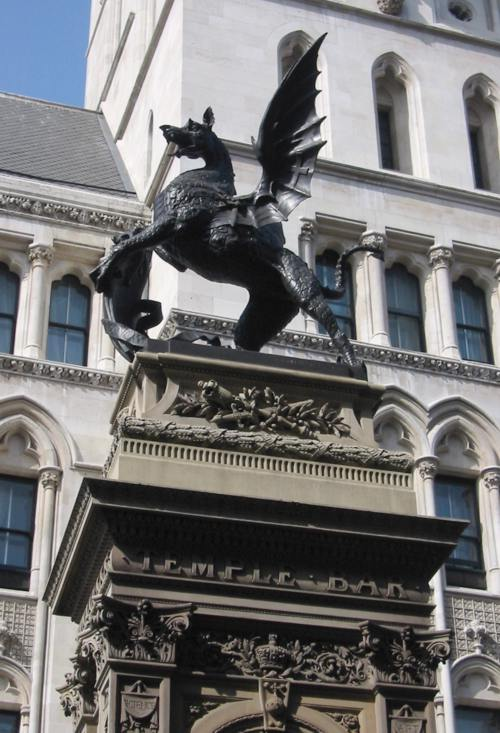
Дракон на въезде в Сити со стороны Темпл-Бара.

С запада, где Сити граничит с Вестминстером, граница пересекает набережную Виктории по направлению от Темзы, проходит западнее Миддл-темпла, затем поворачивает вдоль Стрэнда и затем на север по Ченсери-Лэйн, где Сити граничит с Кемденом. Граница идёт на восток вдоль Холборна к Холборн-циркусу и затем на северо-восток по Чатерхаус-стрит. На её пересечении с Фаррингдонской дорогой Сити граничит с Ислингтоном. Граница уходит на север по Олдерсгейту и поворачивает на восток, становясь Госвелл-роэд. Запад Балтик-стрит — самая северная точка Сити. Граница включает весь Барбикан и продолжается на запад вдоль Ропермэйкер-стрит и её продолжения на другой стороне Мургэйта. Затем она идёт на север до границы с Хакнеем, затем на восток, на север, опять на восток по закоулкам, северную границу формирует Воршип-стрит, ограничивающая дома Бродгэйта. Затем граница поворачивает на юг к Нортон-фолгейт, где Сити граничит с Тауэр-Хэмлетс. Она продолжается на юг, ограничивая Бишопгейт, и некоторое время идёт то на юг, то на юго-восток по Миддлсекс-стрит. Затем она поворачивает на юго-запад, пересекает Минориес, отсекая от Сити Тауэр, а затем достигает Темзы. Затем граница Сити идёт по середине реки.
Границы Сити отмечают чёрные столбики с его эмблемой, а при въезде с больших улиц — статуя дракона.
Официальная карта границ Сити, также показаны избирательные округа.

### Скверы и уличные скульптуры

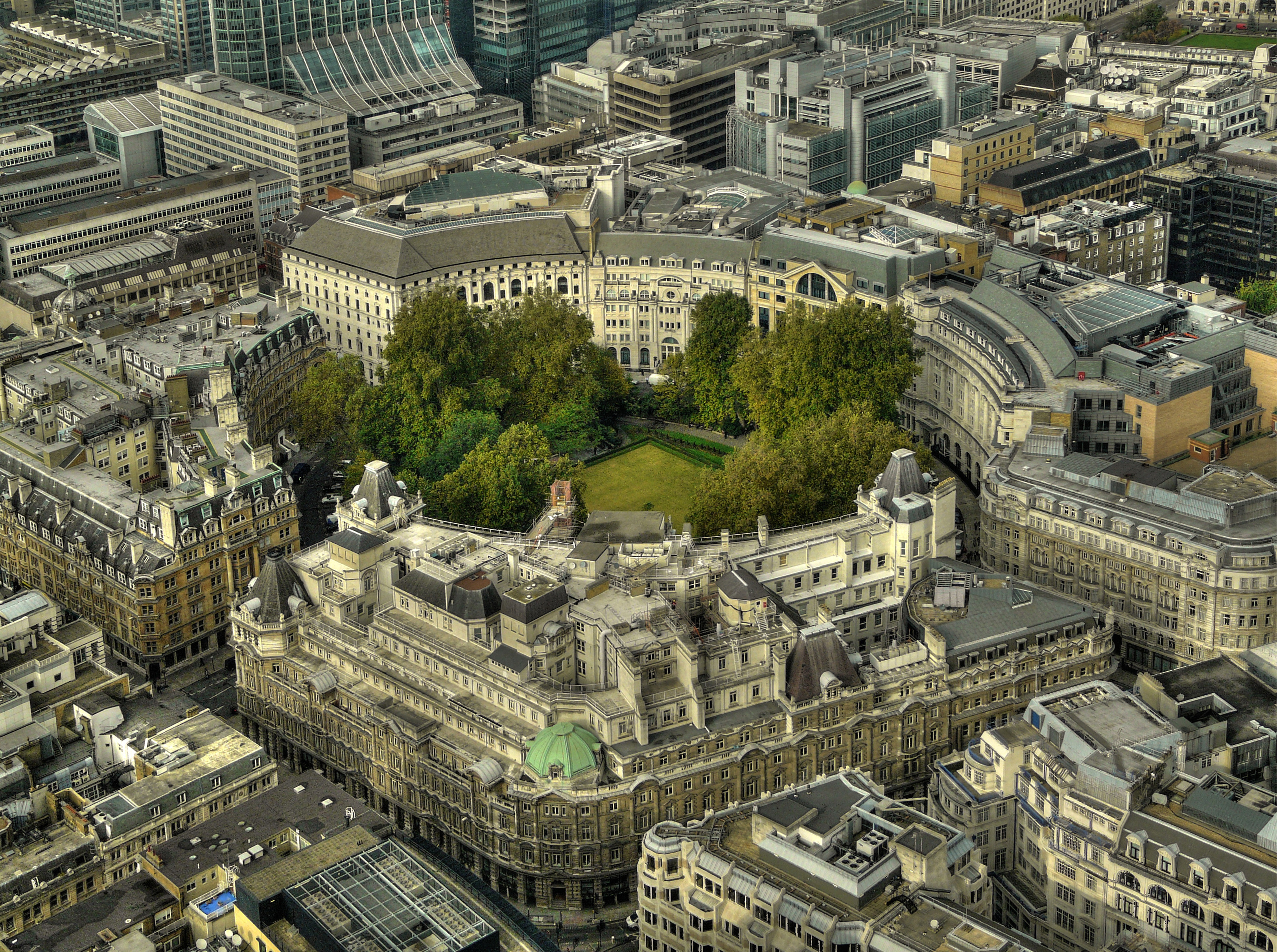
Финсбури-сёркус, самое большое открытое публичное место в Сити, вид из башни-42

В пределах границ Сити нет значительных парков, но есть сеть множества скверов и открытых пространств, многие из которых содержатся корпорацией. Они варьируются от настоящих скверов, таких как Финсбури-сёркус, до церковных садиков. Водные объекты и произведения искусств часто находятся на территории дворов.

### Климат
Исторически, ближайшей метеостанцией был Лондонский погодный центр, расположенный на перекрёстке Кингсвэй и Холборн, но наблюдения прекратились в 2010 году. Сейчас официальные данные предоставляет Сент-Джеймс парк.
Сити находится в зоне океанического климата (по Кёппену «Cfb»). Средняя температура в нём несколько выше, чем в окраинных районах. К примеру, в августе средний минимум температуры в Сити составлял 14,7 °C, тогда как в Гринвиче и Нэзроуве 13,3 °C, а в Уисли 11,6 °C. Все данные относятся к периоду наблюдений 1971—2000 годов.
| Показатель                    | Янв. | Фев. | Март | Апр. | Май  | Июнь | Июль | Авг. | Сен. | Окт. | Нояб. | Дек. | Год   |
| ----------------------------- | ---- | ---- | ---- | ---- | ---- | ---- | ---- | ---- | ---- | ---- | ----- | ---- | ----- |
| Средний суточный максимум, °C | 8,3  | 8,5  | 11,1 | 13,5 | 17,1 | 20,0 | 22,6 | 22,5 | 19,3 | 15,3 | 11,2  | 9,1  | 14,88 |
| Средний суточный минимум, °C  | 3,7  | 3,4  | 5,0  | 6,4  | 9,4  | 12,3 | 14,6 | 14,7 | 12,5 | 9,6  | 6,2   | 4,7  | 8,54  |
| Источник:                     |      |      |      |      |      |      |      |      |      |      |       |      |       |

## Государственные услуги

### Полиция и безопасность
В Сити действует собственная полиция Лондонского Сити, отдельная от Metropolitan Police Service, защищающей весь остальной Большой Лондон. В ведении полиции Сити находятся 3 полицейских участка, располагающихся на Сноу-хилл, Вуд-стрит и Бишопгейт. На службе состоит 813 полицейских офицеров, 85 специальных констеблей и 48 офицеров поддержки. Работающая только на территории Лондонского Сити, полиция является самой маленькой на территории Англии и Уэльса как по географической площади, так и по числу офицеров.
Полицейские носят тёмно-синие мундиры как во время дежурства, так и дома. Для отличия дежурящих офицеров они должны носить наручные повязки с бело-красными полосами. Личный номер у полицейских Сити не белый, как у столичных полисменов, а жёлтый — трёхзначный у констеблей и двузначный у сержантов. Также во время патруля полицейские надевают шлемы прусского образца.
Сити играет роль финансового центра Соединённого Королевства и занимает одно из важнейших мест в экономике страны, собирая около 2,5 % от валового национального продукта Великобритании. Из-за этого он и стал мишенью политического насилия. В начале 1990-х Временная ИРА организовала взрывы нескольких бомб в Сити, таких как Бишопгейтский взрыв 1993.
В 1908 году Полиция выиграла золотую медаль Олимпийских игр по перетягиванию каната.

### Пожарная служба
В Сити наблюдается большой риск возникновения пожара, особенно в Соборе Святого Павла, Олд-Бейли, Мэншен-хаусе, Гуидхолле и во многочисленных высотных зданиях. В Сити есть только одна пожарная станция в Доугейте. В основном Сити полагается на пожарные службы окружающих районов. Всего за 2006/2007 год произошло 1814 случаев возникновения пожара — наименьшее число среди лондонских боро. С 2003 по 2007 не произошло ни одной смерти во время пожара.

## Демография

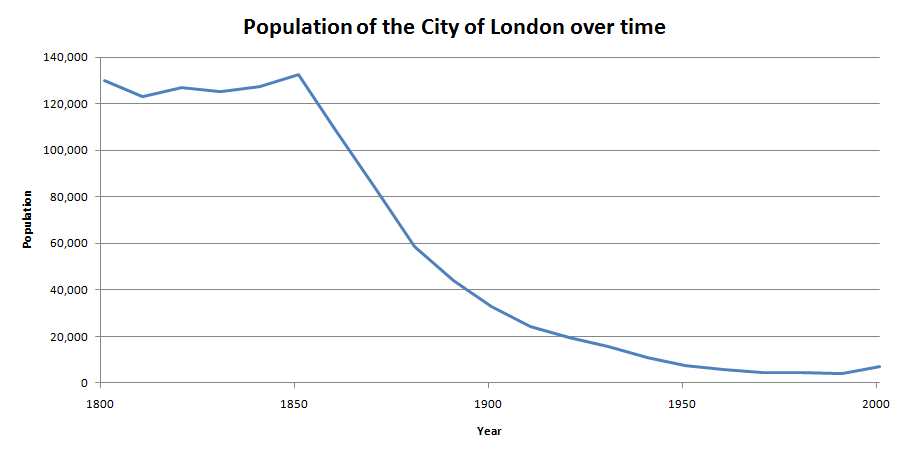
Население между 1800 и 2000 годом

По данным, опубликованным Office for National Statistics, в 2011 году в Сити проживало около 7000 человек; примерно столько же проживало во время переписи в 2001 году. В 2001 году этнические группы в составе населения распределялись так: 84,6 % — белые, 6,8 % — индо-пакистанцы, 2,6 % — чернокожие, 2,3 % — смешанные расы, 2,0 % — китайцы и 1,7 % — остальные группы. Справа представлен график численности населения Сити с 1801 года на основе десятилетних переписей. В первой половине XIX века численность стабильно держится на уровне 120 000—140 000 человек, однако она резко снизилась с 1851 по 1991 год и лишь немного возросла между 1991 и 2001 годом. Единственное заметное изменение с 1801 года произошло в 1994 году.
Люди, работающие в Сити, имеют более высокий средний недельный валовой заработок, чем люди в Лондоне и Великобритании (Англия, Уэльс и Шотландия): £773.30 по сравнению с £598.60 и £491.00 соответственно. Однако существует значительное неравенство между заработком различных полов (£1,085.90 у мужчин и £653.50 у женщин). По результатам переписи 2001 года Сити значительно выделяется среди 376 районов Англии и Уэльса. В Сити наибольшее (пропорционально к общему числу семей) число семей без автомобиля или фургона, людей-одиночек, людей с высшим образованием и наивысший показатель переполненности. Также Сити лидирует среди районов Большого Лондона по числу проживающих атеистов и числу занятых.

## Экономика

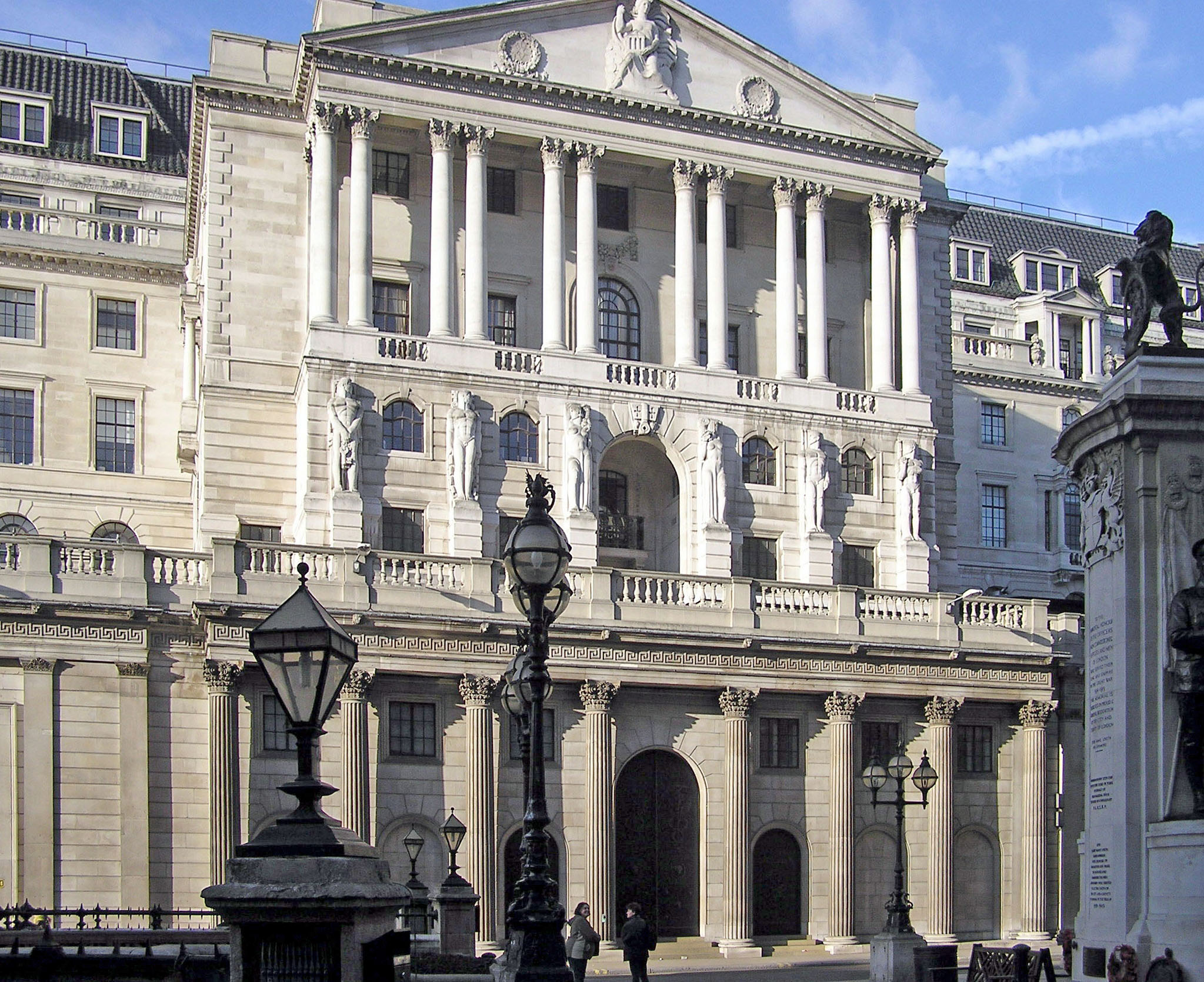
Банк Англии на Триднидл-Стрит, центральный банк Великобритании.

Как и Нью-Йорк, Сити является одной из финансовых столиц мира: там находятся штаб-квартиры многих банков и страховых учреждений. В Сити находятся и Лондонская фондовая биржа (акции и облигации), и Lloyd's of London (страхование) и Банк Англии. В Сити находятся офисы более чем 500 банков, он является признанным лидером по торговле еврооблигациями, валютному обмену, заключению фьючерсных контрактов и мировому страхованию. В 2009 году Лондонский Сити составил 2,4 % от ВВП Великобритании.
Лондон является наибольшим в мире валютным рынком, причём большая часть торгов происходит в Лондонском Сити. По данным 2009 года, из $3,98 миллиардов ежедневного глобального оборота, на торгах в Лондоне посчитано $1,85 миллиарда, или 36,7 % от общей суммы. Фунт стерлингов, валюта Великобритании, занимает четвёртое место в мире по обороту и третье по используемости в качестве резервной валюты.
В 1991 году в нескольких милях восточнее Сити появился Кэнэри-Уорф, ставший ещё одним центром финансовых услуг Лондона. Там находится много банков и других учреждений, ранее располагавшихся в пределах Сити. Хотя и Сити и Кэнэри-Уорф обильно развиваются, Корпорация Сити пришла к выводу, что её политика может заставить некоторые компании предпочесть конкурента в качестве площадки для конторы.

### Штаб-квартиры

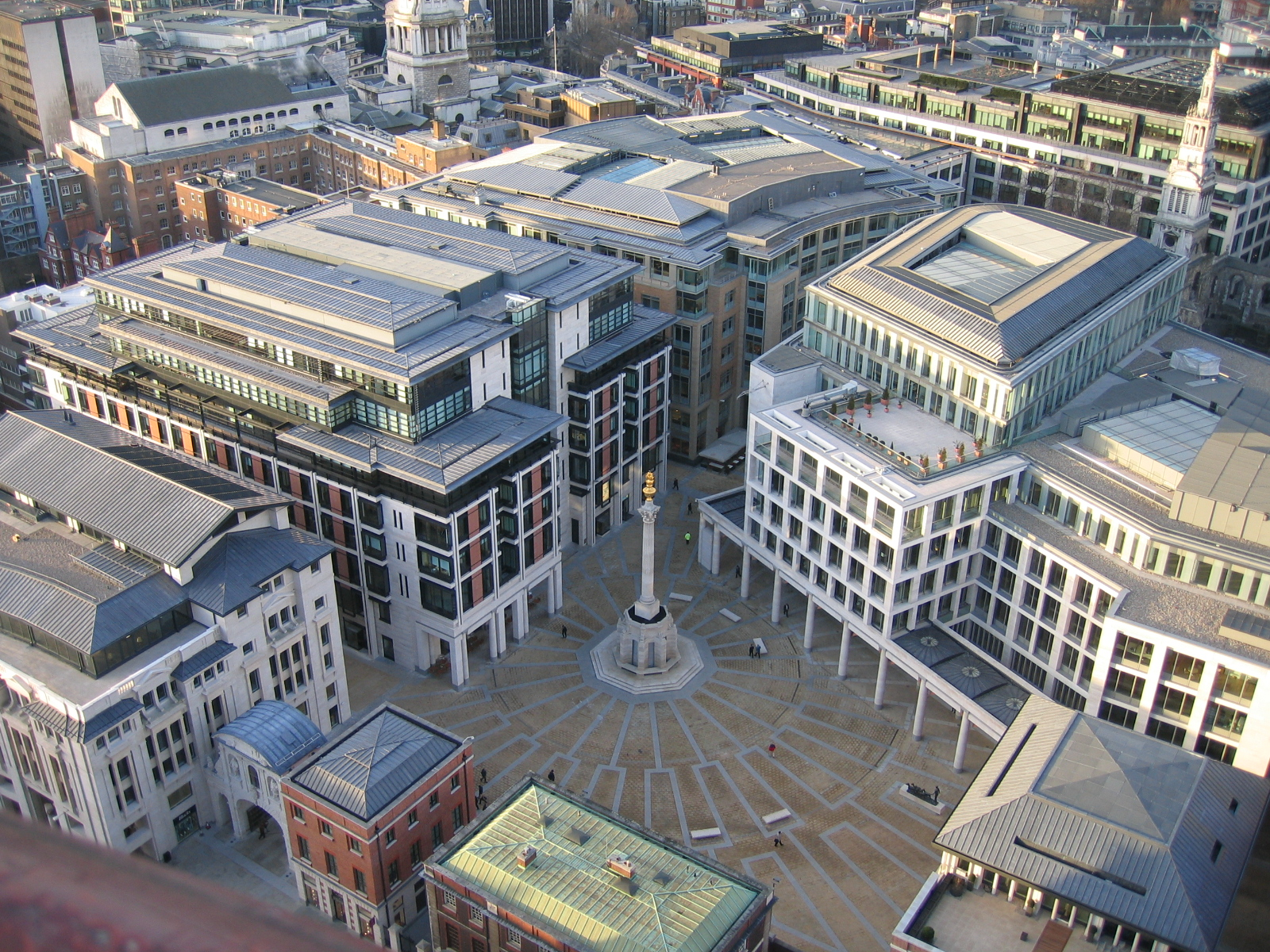
Патерностер-сквер — местонахождение Лондонской фондовой биржи

В Сити находятся штаб-квартиры многих мировых компаний, включая Aviva, BT Group, Lloyds Banking Group, Old Mutual, Prudential, Standard Chartered и Unilever.
В Сити находятся штаб-квартиры ряда крупнейших мировых юридических фирм, включая Allen & Overy, Freshfields Bruckhaus Deringer, DLA Piper, Hogan Lovells, Linklaters, Eversheds and Slaughter and May.

## Архитектура
Наряду с Саутворком и Вестминстером лондонский Сити послужил одним из трёх центров, из которых сформировался Лондон. С Саутворком его соединяет живописный Тауэрский мост, а с Вестминстером — улица Флит-стрит, за пределами городской стены (точнее, Темпл-Бар, «заставы Темпла») переходящая в Стрэнд. О средневековом периоде истории Сити напоминает Лондонский Тауэр — памятник Всемирного наследия.
До 80 процентов исторической застройки Сити было уничтожено Великим лондонским пожаром (1666), после чего основные здания, включая и городской собор Святого Павла, были отстроены заново под руководством архитектора Кристофера Рена.
Пожар, бомбёжки и поствоенная перестройка привели к тому, что в Сити осталось довольно мало нетронутых исторических построек. До наших дней дошли такие, как Монумент в память о Великом лондонском пожаре («монумент»), Собор Святого Павла, Гуидхолл, Королевская биржа, Мэншин-хаус и множество церквей, построенных Кристофером Реном, включая церкви Святой Бригитты, Святого Андрея и Святого Петра. Неподалёку от Лондонского Тауэра можно увидеть остатки Римской стены. Архитектурные объекты привлекают в Сити туристов, археологов и исследователей.
Для архитектурного облика Сити характерны резкие контрасты памятников старины (особенно реновского классицизма) с ультрасовременными зданиями, такими, как небоскрёб Мэри-Экс.

Вид на восток с моста Ватерлоо.

### Небоскрёбы

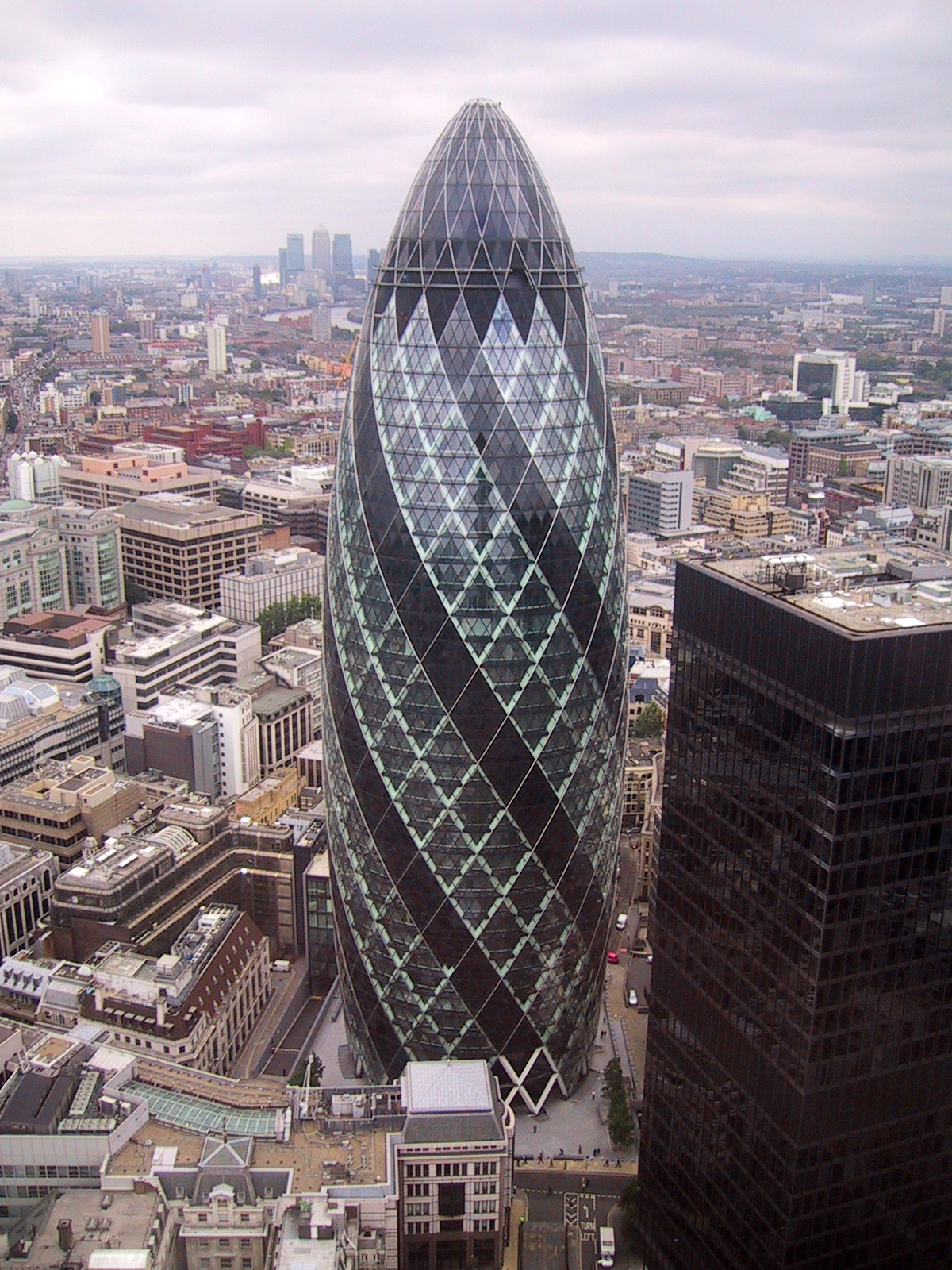
Небоскрёб Мэри-Экс, известный также как «огурец».

#### Построенные
Число высоких зданий и небоскрёбов Сити, в основном находящихся в финансовом секторе, возрастает. В основном небоскрёбы сосредоточены в восточной части Сити, которую принято считать его финансовым ядром. На севере есть три высотных жилых дома и коммерческая башня CitiPoint. 13 самых высоких построенных небоскрёбов (выше 100 метров) в наше время:
| №  | Название строение    | Изображение | Высота в метрах | Этажность | Год постройки | Примечания |
| 1  | Heron Tower          |             | 230             | 46        | 2011          | 41-е по высоте здание в Европе |
| 2  | Tower 42             |             | 183             | 47        | 1980          | Также известно как NatWest Tower. 39-е по высоте здание в Европе, 6-е в Великобритании. Самое высокое здание, построенное в Лондоне в 1980-х годах. |
| 3  | Небоскрёб Мэри-Экс   |             | 180             | 40        | 2003          | Также известно как Swiss Re building или Gherkin. 43-е по высоте здание в Европе.                                                                   |
| 4  | Broadgate Tower      |             | 161             | 35        | 2008          | 66-е по высоте здание в Европе. |
| 5  | CityPoint            |             | 127             | 36        | 1967          | [ 61 ] [ 62 ] |
| 6  | Willis Building      |             | 125             | 26        | 2007          | [ 63 ] [ 64 ] |
| 7= | Cromwell Tower       |             | 123             | 42        | 1973          | [ 65 ] [ 66 ] |
| 7= | Lauderdale Tower     |             | 123             | 43        | 1974          | [ 67 ] [ 68 ] |
| 7= | Shakespeare Tower    |             | 123             | 43        | 1976          | [ 69 ] [ 70 ] |
| 8  | Aviva Tower          |             | 118             | 28        | 1969          | В данный момент называется St. Helen’s. |
| 9  | Собор Святого Павла  |             | 111             | N/A       | 1710          | Самое высокое религиозное сооружение в Лондоне. Являлось самым высоким зданием, построенным в Лондоне в 1700-х годах.                               |
| 10 | 99 Bishopsgate       |             | 104             | 26        | 1976          | [ 75 ] [ 76 ] |
| 11 | Stock Exchange Tower |             | 100             | 27        | 1970          | Реконструировано в 2007 году. |

#### Хронология самых высоких зданий и сооружений

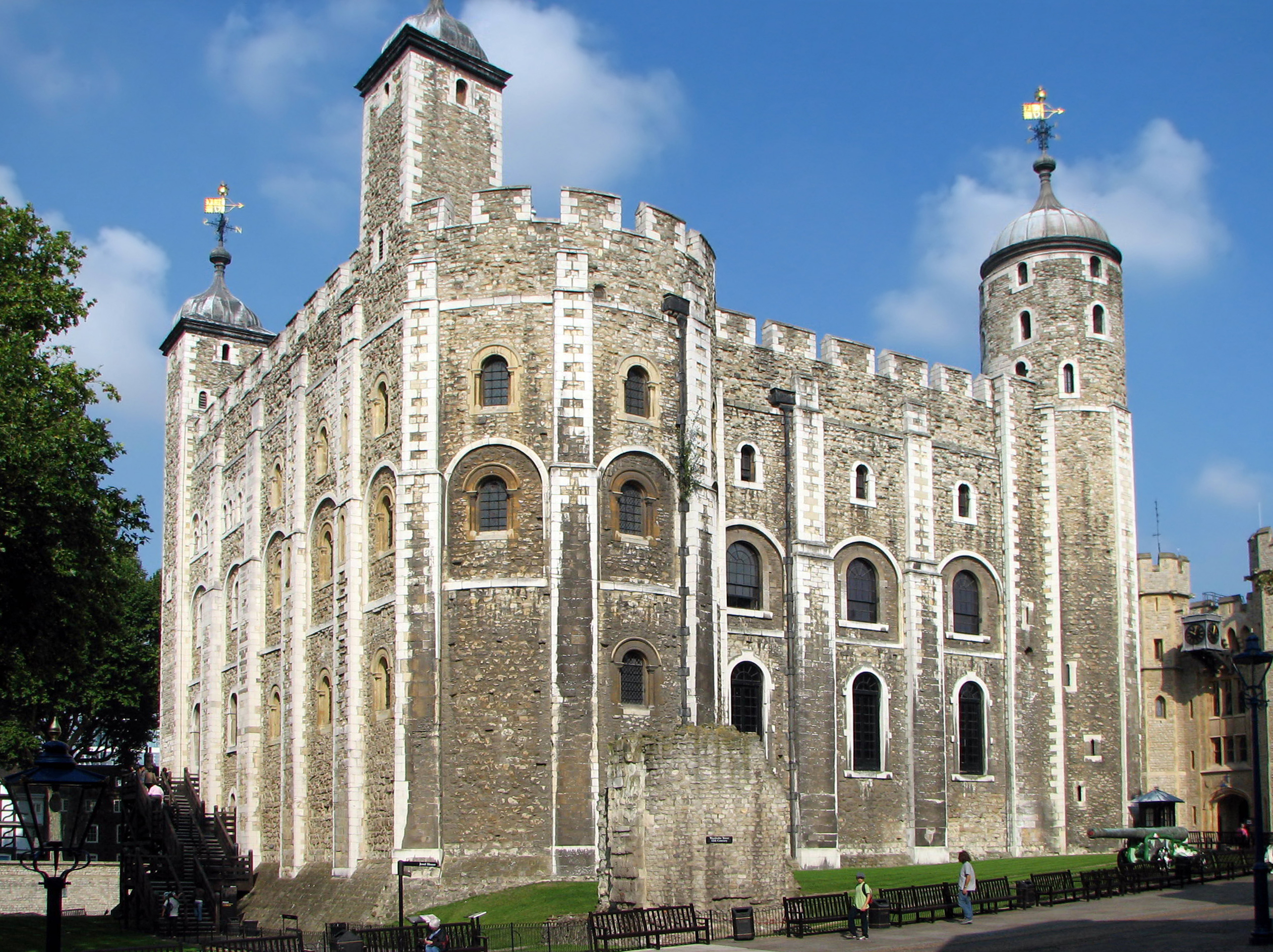
Белая башня Тауэра была самым высоким сооружением в Лондоне с 1098 по 1310 год

| Название строения                             | Период               | Высота в метрах | Этажность | Прим.  |
| Белая башня                                   | 1098—1310            | 27              | —         | [ 79 ] |
| Старый собор Святого Павла[A]                 | 1310—1666            | 150[B]          | —         | [ 80 ] |
| Саутваркский собор                            | 1666—1677            | 50              | —         | [ 81 ] |
| Монумент в память о Великом лондонском пожаре | 1677—1683            | 62              | —         | [ 82 ] |
| Сент-Мэри-ле-Боу                              | 1683—1710            | 72              | —         | [ 83 ] |
| Собор Святого Павла                           | 1710—1962            | 111             | —         | [ 74 ] |
| CityPoint                                     | 1967—1980            | 122             | 35        |        |
| Tower 42                                      | 1980—2010            | 183             | 47        |        |
| Heron Tower                                   | 2010—настоящее время | 202             | 46        |        |